# KV48

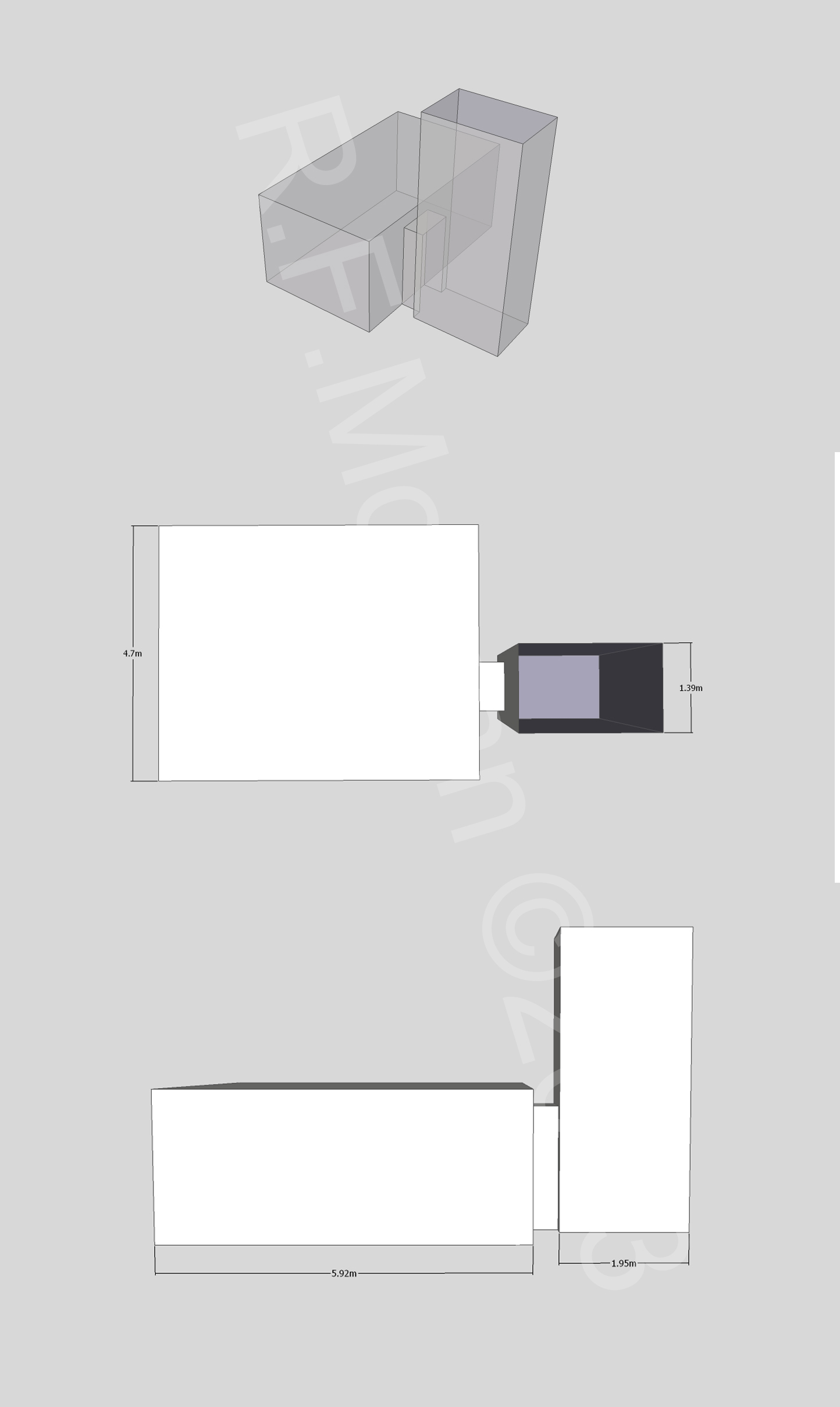
Isometrische Darstellung, Grundriss und Schnittzeichnung des Grabes

KV48 (King’s Valley no. 48 – Grab Nummer 48) im Tal der Könige gehört Wesir Amenemope, der unter Amenophis II. (ca. 1428 bis 1397 v. Chr.) in der 18. Dynastie amtierte.

## Architektur
Das Grab besteht aus einem etwa 6 m tiefen Schacht, an dessen Ende sich eine ca. 8,43 m × 4,69 m große und ca. 2 m hohe Kammer befindet. Diese ist undekoriert und wurde beraubt.

## Grabbeigaben
Die Kammer enthielt Fragmente eines schwarzen, mit gelben Inschriften versehenen Sarges. Darüber hinaus fanden sich ein grober Stuhl und Keramikscherben, es gab magische Ziegel und einige Uschebtis, die den Namen des Wesirs und „Vorsteher der Stadt“ Amenemope, auch Pairi genannt, tragen. Dieser war offensichtlich der Grabbesitzer. Die Reste einer Mumie gehören sicherlich ihm.

## Zur Anlage des Grabes
Die Grabkammer des Amenemope ist undekoriert. Dies ist nicht überraschend, da im Neuen Reich die meisten privaten Grabkammern keine Wanddekoration aufweisen. Amenemope hatte in Theben eine dekorierte Kapelle (TT29) in der sein Totenkult vollzogen wurde. Als höchster Beamter genoss er das Recht, im Tal der Könige begraben zu werden. Die räumliche Trennung von eigentlicher Grabkammer und Totenkultkapelle ist mehrfach für diese Zeit bezeugt.